# Прикладний університет Ель-Балка
Прикладний університет Ель-Балка (BAU) (араб. جامعة البلقاء التطبيقية) — університет, який підтримує держава, розташований в Ес-Салті, Йорданія, заснований у 1997 році, відмінний державний університет у галузі прикладної освіти бакалавра та асоційованого ступеня, при місткості понад 21 000 студентів, розподілених на 10 000 за програмою бакалавра та 11 000 за програмою асоційованого ступеня.
Прикладний університет Балка утворений шляхом злиття кількох коледжів, розподілених майже по всіх провінціях Йорданії. Злиття стало результатом королівського указу під егідою його величності покійного короля Хусейна, щоб готувати кваліфікованих спеціалістів, які зосереджуються на прикладних технічних дослідженнях.
BAU посів 5 місце на національному рівні та досяг міжнародного рейтингу 2575 і регіонального рейтингу 55 згідно з рейтингом Webometrics Ranking of World Universities, а також регіонального рейтингу 79 згідно з US News Education.

## Факультети
BAU має 18 філій, розділених на 6 факультетів у головному кампусі в Ес-Салті та 12 факультетів по всьому королівству. BAU має факультет у кожному губернаторстві Йорданії (крім Мафрака). На додаток до своїх обов'язків як центру вищої освіти, BAU керує загалом 38 державними, приватними та військовими коледжами по всьому королівству.

## Факультети в головному кампусі в Ес-Салті

### Медичний факультет
- Доктор медичних наук

### Інженерний факультет
- Архітектура
- Цивільне будівництво
- Комп'ютерна інженерія
- Інженерія комп'ютерних систем
- Електроенергетика
- Машинобудування
- Інженерія матеріалів
- Геодезія та геометика

### Принц Абдулла Бін Газі факультет інформаційних технологій
- Інформатика
- Автоматизоване проєктування та анімація
- Розробка програмного забезпечення
- Комп'ютерні інформаційні системи

### Факультет прикладних наук
- Математика
- Хімія
- Фізика
- Медичні аналізи
- Прикладна мікробіологія
- Харчування та харчова обробка

### Салт коледж гуманітарних та літературних наук
Програми бакалавра:
- Право
- Дитячий садок (тільки для жінок)
- Англійська мова та література
- Бібліотечно-інформаційний менеджмент
- Прикладна арабська мова

Програми технічних дипломів:
- Дизайн інтер'єру

Диплом:
- Цифровий графічний дизайн

Програми професійного навчання:
- Цифровий графічний дизайн
- Адміністрація школи
- Освіта
- Інформаційні та телекомунікаційні технології в освіті

### Факультет планування та управління
- Економіка
- Планування та управління проєктами
- Банківська справа та фінанси
- Управління бізнесом
- Інформаційні системи бухгалтерського обліку
- Інформаційні системи управління
- Маркетинг
- Бухгалтерський облік

### Факультет технологічного сільського господарства
- Біотехнологія
- Харчування та харчова обробка
- Біоагротехнології / Вирощування та захист рослин
- Водні ресурси та управління навколишнім середовищем

### Факультет аспірантури
- Факультет аспірантури пропонує ступінь магістра за такими темами:
- Інформатика
- Ядерна фізика
- Фізика матеріалознавства
- Управління водними ресурсами та навколишнім середовищем
- Прикладна хімія
- Біотехнологія
- Інженерія мехатроніки
- Ділове адміністрування: МІС
- Управління бізнесом
- Управління проєктами
- Управління людськими ресурсами
- Ділове адміністрування: бухгалтерський облік
- Талант і креативність
- Психологія освіти
- Регіональне планування
- Ділове адміністрування: електронний бізнес

## Інші факультети навколо Ес-Салта

### Університетський коледж принцеси Рахми
PRUC, розташований у місті Аллан, на північний захід від Салта, пропонує такі програми:BSC:
- Соціальна робота
- Правопорушення та злочинність
- Спеціальна освіта

Диплом:
- Соціальна робота
- Спеціальна освіта

## Факультети в Північній Йорданії

### Університетський коледж Ель-Гьюсон
Розташований в Ірбіді, він пропонує такі програми: BsC:
- Інформатика
- Харчування та обробка харчових продуктів
- Хімічна промислова інженерія
- Бухгалтерський облік
- Управління інформаційними системами
- Інженерія води та навколишнього середовища
- Професійно-технічна освіта
- Машинобудування та виробництво
- Кондиціонування та холодильна техніка
- Управління людськими ресурсами
- Комунікація та розробка програмного забезпечення

Магістр
- Техніка опріснення

### Університетський коледж Аджлуна
Розташований у Аджлуні, AUC пропонує такі програми:
- Інформатика
- Англійська мова та література
- Дитячий садок (тільки для жінок)
- Соціальні служби
- Арабська мова та література
- Спеціальна освіта
- Прикладне ісламознавство
- Математика
- Правопорушення та злочинність

### Ірбідський університетський коледж
IUC — коледж лише для жінок. Він розташований в Ірбіді, IUC пропонує такі програми:
- Англійська мова та література
- Прикладна арабська мова
- Управління бібліотекою та інформацією
- Управління бізнесом
- Дитячий садок
- Домогосподарство
- Гончарство і мистецтво

## Факультети в Центральній Йорданії

### Університетський коледж принцеси Алії
PAUC — коледж лише для жінок. Він розташований у районі Шмейсані в Західному Аммані та пропонує такі програми:
- Англійська мова та література
- Прикладна арабська мова
- Управління бібліотекою та інформацією
- Управління бізнесом
- Дитячий садок
- Домогосподарство
- Ділове адміністрування
- Психологічне та педагогічне керівництво
- Спеціальна освіта

### Амманський університетський коледж фінансових та адміністративних наук
Розташований у Шафа-Бадран, Амман. Він пропонує такі програми:
- Бухгалтерський облік
- Фінансові та банківські науки
- Управління інформаційними системами
- Ділове адміністрування
- Інформаційні системи бухгалтерського обліку
- Електронний маркетинг
- Фінансові технології
- Митні науки

### Університетський коледж Зарка
Розташований у Зарці, він пропонує такі програми:
- Харчування та харчова обробка
- Медичні аналізи
- Біологія
- Прикладна мікробіологія

### Факультет інженерних технологій (FET)
Розташований у районі Аль-Захра в Марці, Східний Амман. ФЕТ спеціалізується на інженерно-технологічних програмах. Наразі пропонує такі програми:
- Хімічна промислова інженерія
- Електроенергетика
- Будівництво доріг і мостів
- Інженерія мехатроніки
- Комп'ютерна інженерія
- Теплові та гідравлічні машини
- Autotronics Engineering
- Телекомунікаційна інженерія
- Загальне машинобудування
- Інженерія мереж
- Фізика

## Факультети в Південній Йорданії

### Університетський коледж Акаби
Розташований в Акабі.
- Готельний менеджмент
- Управління інформаційними системами
- Бухгалтерський облік
- Інформатика
- Технологія морського транспорту
- Експедиція та логістика

### Каракський коледж
Розташований у Караку.
- Бібліотечно-інформаційний менеджмент
- Управління інформаційними системами
- Інформаційні системи бухгалтерського обліку

### Коледж Маан
Розташований у Маані.
- Бухгалтерський облік
- Управління інформаційними системами
- Інформаційні системи бухгалтерського обліку
- Банківські та фінансові науки

### Коледж Шубак
Розташований у місті Шубак, недалеко від Петри.
- Рослинництво та захист
- Професійно-технічна освіта

## Афілійовані інститути
- Коледж Королівського йорданського географічного центру (Амман).

## Колишні факультети
- Прикладний університетський коледж Тафіла: у 2005 році став Технічним університетом Тафіла в Тафілі.
- Університетський коледж Usul Al-Deen: став Міжнародним університетом ісламським центром у Табарбурі, північний Амман.